# Jorge Romo (Fußballspieler, 1923)
Jorge Romo Fuentes (* 20. April 1923 in Havanna; † 17. Juni 2014 in Cuernavaca) war ein mexikanischer Fußballspieler, der in der Abwehr agierte.

## Biografie

### Verein
Romo begann seine aktive Laufbahn bei seinem Heimatverein Juventud Asturiana, wo er zunächst in der Jugend und später bei den Erwachsenen spielte. 1947 entschied er sich, Profi zu werden und in die Heimat seiner Eltern zu gehen, durch die er auch die mexikanische Staatsbürgerschaft hatte. In Mexiko unterschrieb er beim Erstligisten CF Asturias. Nach dem Rückzug der Asturianos aus dem Profifußball am Saisonende 1949/50 wechselte Romo zum CD Marte und gewann mit diesem Verein die Meisterschaft in der Saison 1953/54. Unmittelbar nach dem Titelgewinn musste Marte sich aufgrund von finanziellen Problemen von einer Reihe von Spielern trennen und Romo ging zum Deportivo Toluca FC, bei dem er bis zum Ende seiner aktiven Fußballerlaufbahn 1961 blieb. Mit diesem Verein gewann er 1956 die Copa México durch einen 2:1-Finalsieg gegen Irapuato.

### Nationalmannschaft
Sein Debüt in der mexikanischen Nationalmannschaft gab Romo am 11. September 1949 in einem WM-Qualifikationsspiel gegen Kuba, das mit 2:0 gewonnen wurde.
Bei der WM 1950 blieb er zwar unberücksichtigt, wurde aber für die Weltmeisterschaften 1954 und 1958 nominiert, bei denen er insgesamt vier Spiele absolvierte: 1954 bestritt er beide Spiele der Mexikaner gegen Brasilien (0:5) und Frankreich (2:3), 1958 die Gruppenspiele gegen Schweden (0:3) und Wales (1:1), als „el Tri“ seinen ersten Punktgewinn bei einer WM überhaupt verbuchte. 
Am 10. März 1960 absolvierte er seinen letzten, zehnminütigen Länderspieleinsatz in einem Freundschaftsspiel gegen Argentinien, das mit 2:3 verloren wurde.

### Funktionär
Nach seiner aktiven Zeit wurde Romo Manager beim Club Toluca, bekleidete mehrere Funktionen innerhalb des Mexikanischen Fußballverbandes und war Chef der mexikanischen Fußballdelegation bei den Olympischen Spielen 1964.

## Erfolge
- Mexikanischer Meister: 1954 (mit Marte)
- Copa México: 1956 (mit Toluca)
- Campeón de Campeones: 1954 (mit Marte)